# Gurgurnica
Gurgurnica (makedonsky: Гургурница, albánsky: Gurgurnicë) je vesnice v Severní Makedonii. Nachází se v opštině Brvenica v Položském regionu.

## Geografie
Vesnice se nachází v jihovýchodní části opštiny Brvenica, mezi východním svahem Suve Gory a údolím řeky Treska. Těsně sousedí s opštinami Makedonski Brod a Želino. Vesnice je hornatá a leží v nadmořské výšce 1 300 metrů. Od města Tetovo je vzdálená 35 kilometrů.
Do vesnice se dá dopravit po silnici 2233 přes vesnici Stenče.
Vesnice se nachází v obtížném terénu, jelikož leží na svahu úzkého vápencového svahu, pod kterým vystupuje říčka Gurgurnička. Pitnou vodu si zde místní v dřívějších dobách zajišťovali jen z pěti studní. Všechny domy jsou ve stejném architektonickém stylu a vesnice je rozdělena do dvou čtvrtí - Kasamosko a Katsanosko. Pojmenovány jsou po nejstarších rodinách, které zde žijí.
Z okraje západní strany vesnice je vidět na celou oblast Položská kotlina, na tok řeky Treska a jezero Kozjak.

## Historie
Na počátku 19. století byla vesnice součástí Osmanské říše. Žilo zde 276 muslimských obyvatel.
Podle statistiky Vasila Kančova z roku 1900 zde žilo 276 obyvatel albánské národnosti.
Během Balkánských válek byla vesnice střídavě v područí Srbska nebo Bulharska.
Během druhé světové války byla v roce 1941 vesnice okupována italskými vojsky. Bylo zde 100, z nichž 70 bylo přiděleno italským okupantům a 30 bulharským. Ve vesnici také operovaly partyzánské odboje, především oddíly z Tetova a Poreče.

## Demografie
Podle sčítání lidu z roku 2002 žije ve vesnici 1 556 obyvatel, etnickými skupinami jsou:
- Albánci – 1 549
- Makedonci – 1
- ostatní – 6

| Rok          | 1900 | 1929 | 1948 | 1953 | 1961  | 1971  | 1981  | 1994  | 2002  |
| ------------ | ---- | ---- | ---- | ---- | ----- | ----- | ----- | ----- | ----- |
| Obyvatelstvo | 276  | 300  | 758  | 889  | 1 030 | 1 242 | 1 159 | 1 428 | 1 556 |